# DISC
Il test di autovaluzione DISC fu sviluppato da John Geier basandosi sul lavoro del 1928 dello psicologo William Moulton Marston e sulla lista di comportamenti originalmente ideata da Walter V. Clarke.

## Storia
Il DISC è un modello comportamentale in quattro quadranti basato sul lavoro di William Moulton Marston (1893-1947) per esaminare il comportamento degli individui nel loro ambiente o in una particolare situazione. Si concentra, quindi, sugli stili e le preferenze del comportamento stesso.
Il sistema delle dimensioni dei comportamenti osservabili è conosciuto come linguaggio universale dei comportamenti. I ricercatori hanno scoperto che le caratteristiche del comportamento possono essere raggruppate in quattro principali "stili di personalità" e tendono ad esibire specifiche caratteristiche comuni a quel particolare stile. Tutti gli individui possiedono tutti e quattro gli stili, quello che differisce è l'importanza che ogni caratteristica ha nell'individuo.
Questi stili comportamentali possono essere visti come gradazioni di grigio, piuttosto che come bianco o nero, e all'interno di ogni persona c'è una sovrapposizione di diversi stili comportamentali. La denotazione di queste sovrapposizioni inizia dalla caratteristica primaria (o prevalente), seguita dalla secondaria e così via.

## Metodo
Il test permette di classificare quattro aspetti comportamentali testando le caratteristiche personali rispetto a degli aggettivi caratteristici.
DISC è un acronimo per:
- Dominance (dominanza) - in relazione al controllo, al potere e all'autoaffermazione
- Inducement (incentivo, stimolo) - in relazioni alle situazioni sociali e alla comunicazione
- Submission (sottomissione) - in relazione alla pazienza, alla persistenza e alla pensosità
- Compliance (condiscendenza) - in relazione alle strutture e all'organizzazione

Queste quattro dimensioni possono essere raggruppate in una griglia con "D" e "I" nella parte alta, che rappresentano gli aspetti estroversi della personalità, mentre "C" e "S" in basso rappresentano gli aspetti più introversi. "D" e "C" condividono il lato sinistro del quadrato rappresentando gli aspetti di attenzione agli obiettivi, mentre "I" e "S" sono sulla parte destra rappresentando gli aspetti sociali. In questa matrice, le dimensioni verticali rappresentano i fattori di "Autoaffermazione" o "Passività", mentre le dimensioni orizzontali rappresentano i fattori di "Apertura" o "Circospezione" del carattere.
- Dominante: Coloro che nel test ottengono un alto punteggio in "D" sono molto attivi nel gestire problemi e sfide, mentre chi ha bassi valori di "D" sono coloro che hanno bisogno di fare più ricerche prima di prendere una decisione. Coloro che hanno un alto punteggio in "D" sono esigenti, energici, egocentrici, con grande forza di volontà, leader, determinati, ambiziosi, aggressivi e pionieristici. Bassi punteggi D descrivono atteggiamenti più conservativi, cooperativi, calcolatori, poco impegnativi, cauti, tranquilli, convincibili, modesti e pacifici.
- Influente: Coloro che nel test ottengono un alto punteggio in "I" sono in grado di influenzare il prossimo attraverso la parola e l'attività e la tendenza ad essere emozionali. Sono convincenti, magnetici, politici, entusiasti, persuasivi, fiduciosi e ottimisti. Quelli con un basso "I" influenzano attraverso dati o fatti e non con le emozioni: sono riflessivi, calcolatori, scettici, logici, sospettosi, pessimisti e critici.
- Stabilità: Coloro che nel test ottengono un alto punteggio in "S" vogliono stabilità, sicurezza e non sopportano i cambiamenti improvvisi. Gli individui con alto "S" sono calmi, rilassati, pazienti, possessivi, prevedibili, stabili, e tendono ad essere distaccati e freddi. Basso punteggio in "S" è per coloro che amano cambiamenti e varietà. Basso "S" vengono descritti come irrequieti, espansivi, impazienti, entusiasti o persino impulsivi.
- Coscienzioso: Coloro che nel test ottengono un alto punteggio in "C" si attengono alle regole, ai regolamenti e alla gerarchia. Amano fare lavoro di alta qualità e lo fanno sin dalla prima volta. Le persone con alto "C" sono prudenti, cauti, precisi, ordinati, sistematici, diplomatici, accurati e avveduti. Quelli con un basso punteggio "C" sfidano le regole e pretendono indipendenza, vengono descritti come ostinati, testardi, dogmatici, disordinati, arbitrari e disinteressati ai dettagli.

Il modello dei 4 fattori comportamentali D, I, S, C, è poi stato sviluppato, da John G.Geier che ha descritto come le percezioni di una persona (di Sé, degli Altri, dell'Ambiente) possano contribuire a caratterizzare differenti strategie di comportamento. Il modello descrive le possibili combinazioni dei quattro fattori DISC che lo caratterizzano in rapporto alle condizioni di contesto in cui le strategie possono meglio manifestarsi.
John G.Geier ha sviluppato, nel corso delle sue ricerche, la "Psicologia della Responsabilità" che attribuisce particolare rilevanza alla consapevolezza di sé e al valore delle differenze. Sulla base di queste ricerche ha contribuito a favorire "l'apprendimento consapevole" attraverso la realizzazione di "strumenti di apprendimento" che hanno trovato ampia applicazione, negli ultimi decenni, in oltre 40 milioni di persone in tutto il mondo, nelle principali aree di attività nelle quali la centralità della persona e del rapporto tra persone assume un ruolo fondamentale.
John G. Geier (nel suo fondamentale lavoro Energetics of Personality, Aristos Publishing House, 1989) si è mosso partendo dagli studi di W. M. Marston (Emotions of Normal People, 1928, London: Hartcourt, Brace & Co.) che per primo aveva delineato un modello descrittivo dei comportamenti basato su 4 dimensioni per svilupparlo progressivamente e tradurlo in numerosi strumenti di autodiagnosi.